# オークローン
オークローン（Oak Lawn）は、アメリカ合衆国イリノイ州のクック郡にある村。人口は5万8362人（2020年）。シカゴの南西20キロメートルに位置している。

## 交通
メトラのオークローン駅があり、ユニオン駅行きの列車が利用できる。駅周辺は再開発されており、商業施設が集まっている。

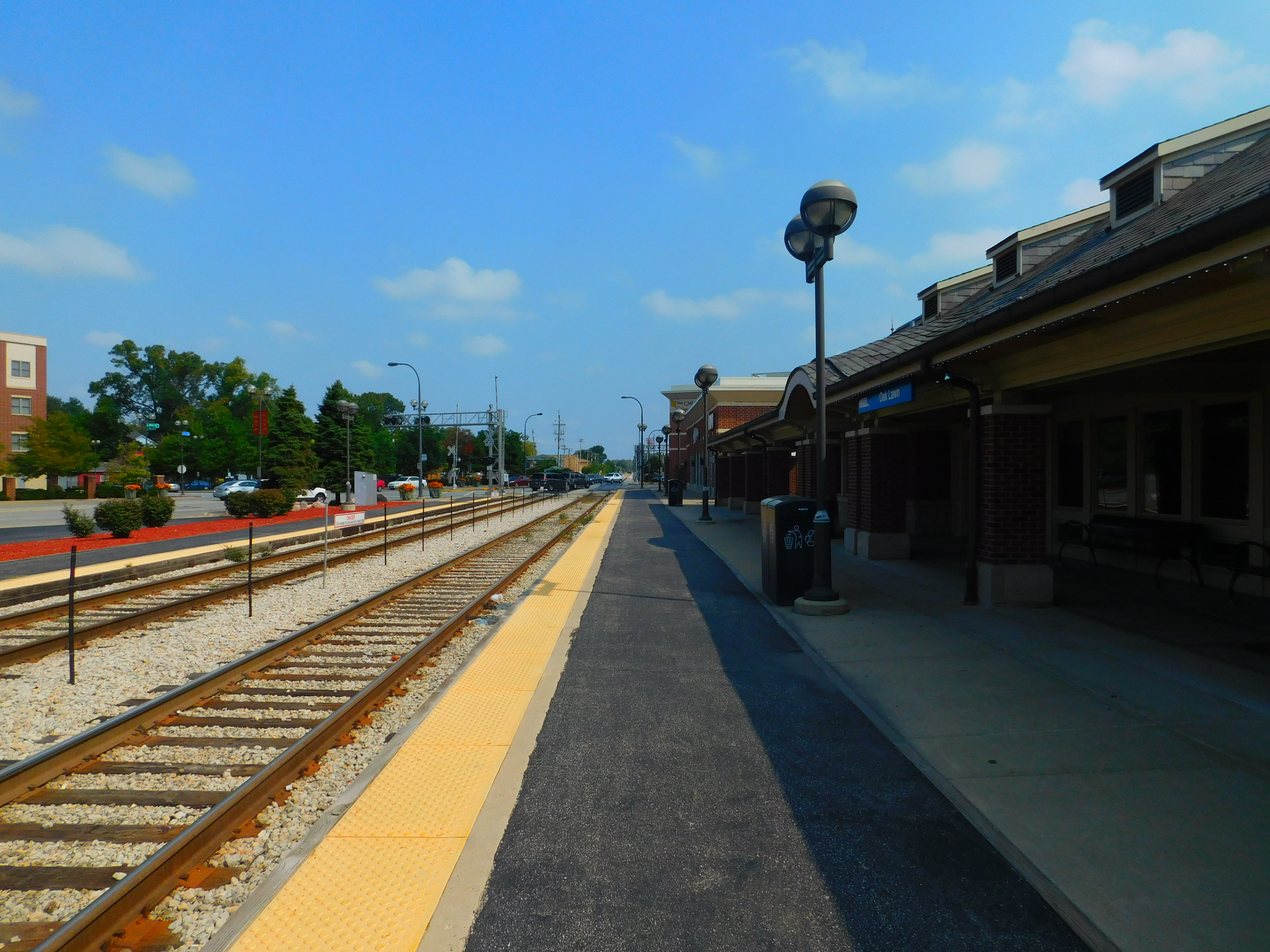
オークローン駅